# Distrito de Zhongli
Zhongli (chino: 中壢 pinyin:Zhōng lì) es una ciudad taiwanesa situada  en la comarca de Taoyuan, situada entre las poblaciones de Dayuan, Guanyin, Xinwu, Yangmei, Pingzhen, Bade, Luzhu y la ciudad de Taoyuan. La urbe tiene cuatro distritos: el centro, Neili, Longgang y Dalun. Su área es de 76,52 kilómetros cuadrados y su población supera los 370 000 habitantes. La densidad de población es de 4874 personas por kilómetro cuadrado. Es la novena ciudad más poblada de Taiwán y la segunda de la comarca de Taoyuan.

## Economía
Zhongli es desde muy antiguo el centro económico de las poblaciones cercanas. Desde el año 1949 la ciudad experimento un gran crecimiento debido a que las tropas del nacionalistas que huyeron de China se asentaron en Longgang, se construyó la presa de Shimen y se fundaron muchas universidades. En la década de los setenta se estableció el área de industrial de Zhongli lo cual atrajo a mucha población de fuera convirtiéndose en una de las ciudades más importantes del norte de Taiwán en lo relativo a la economía. 

## Ciudades hermanas
Corea del Sur Gumi
 Estados Unidos Connecticut Enfield
- Datos: Q172146
- Multimedia: Zhongli District, Taoyuan / Q172146